# Pollenia uniapicalis
Pollenia uniapicalis este o specie de muște din genul Pollenia, familia Calliphoridae, descrisă de Fan în anul 1993.
Este endemică în Yunnan. Conform Catalogue of Life specia Pollenia uniapicalis nu are subspecii cunoscute.